# Paralyse durch Analyse
Paralyse durch Analyse (englisch analysis paralysis), zu deutsch etwa Entscheidungslähmung, beschreibt das übermäßige Analysieren einer Situation, wodurch das Treffen einer Entscheidung herausgezögert oder gar ganz verhindert wird. Eine mögliche Entscheidung wird dabei durch den Betroffenen als zu kompliziert, zu umfangreich angesehen, wodurch sich die Lösung des eigentlichen Problems hinauszögert und die Suche nach der „perfekten“ Lösung dieses ersetzt. Angst vor der Wahl einer suboptimalen Lösung – im Sinne des „Aussterbens durch Instinkt“ (engl.: extinct by instinct), fatale Entscheidungen durch übereiltes Urteilen oder Bauchgefühl – blockiert zusätzlich den Entscheidungsprozess.

## Beispiele
Beispiele finden sich unter anderem in der Softwareentwicklung, wo sich die Paralyse durch exzessives Planen, Designen oder Modellieren zeigt, ohne einen großen Mehrwert für das Projekt zu liefern (engl.: premature optimization). Auch bei Brettspielen ist das Phänomen anzutreffen, wenn Spieler durch die Fülle der möglichen Entscheidungen überfordert sind und ungewöhnlich lange für ihren Zug benötigen.